# Marina Kovačec
Marina Kovačec (* 2. Juli 1987 in Zagreb) ist eine kroatische Biathletin.
Die Studentin Marina Kovačec vom Verein Sestine Zagreb wird von der ehemaligen Biathletin Tina Cvorig trainiert. Sie betreibt seit 2003 Biathlon und gehört seitdem auch dem kroatischen Nationalkader an. Ihre ersten Rennen im Rahmen des Junioren-Europacups bestritt sie noch im selben Jahr in Ridnaun. Schon 2004 startete sie erstmals bei den Junioren-Weltmeisterschaften in Haute-Maurienne. Dort wurde Rang 52 in der Verfolgung ihr bestes Resultat. Zum zweiten Mal startete sie bei einer Junioren-WM im Jahre 2006 in Presque Isle und wurde 44. im Einzel und Staffel-Neunte. Ähnliche Platzierungen erreichte Kovačec auch bei den Junioren-Europameisterschaften des Jahres in Langdorf. Die Junioren-Weltmeisterschaften 2007 in Martell und 2008 in Ruhpolding brachten keine Verbesserungen. Mit Platz 26 in Einzel und Sprint sowie Rang 22 in der Verfolgung erreichte die junge Kroatin allerdings recht gute Ergebnisse bei der Junioren-EM 2007 in Bansko, ebenso als 27 der Verfolgung von Nové Město na Moravě 2008. Bis 2007 trat sie weiterhin auch in Rennen des Junioren-Europacups an. Hier wurde 2005 ein 22. Platz in einem Sprintrennen in Obertilliach bestes Resultat.
Seit 2007 tritt Kovačec auch bei den Erwachsenen an. Ihr Debüt im Biathlon-Europacup gab sie 2007 in einem Sprint in Ridnaun, wo sie 18. wurde, in der anschließenden Verfolgung konnte sie sich um einen Rang verbessern. Noch bessere Resultate erzielte die Kroatin als Siebte im Sprint und Achte der Verfolgung im selben Jahr in Bansko, bei allerdings einem schlecht besetzen Europacup. Bisheriger Höhepunkt in der noch jungen Karriere Kovačecs ist der Start in zwei Rennen bei den Biathlon-Weltmeisterschaften 2008 in Östersund. Im Einzel konnte sie 84. werden, im Sprint belegte sie Rang 92.

## Biathlon-Weltcup-Platzierungen
Die Tabelle zeigt alle Platzierungen (je nach Austragungsjahr einschließlich Olympische Spiele und Weltmeisterschaften).
- 1.–3. Platz: Anzahl der Podiumsplatzierungen
- Top 10: Anzahl der Platzierungen unter den ersten zehn (einschließlich Podium)
- Punkteränge: Anzahl der Platzierungen innerhalb der Punkteränge (einschließlich Podium und Top 10)
- Starts: Anzahl gelaufener Rennen in der jeweiligen Disziplin

| Platzierung                      | Einzel | Sprint | Verfolgung | Massenstart | Staffel | Gesamt |
| -------------------------------- | ------ | ------ | ---------- | ----------- | ------- | ------ |
| 1. Platz                         |        |        |            |             |         |        |
| 2. Platz                         |        |        |            |             |         |        |
| 3. Platz                         |        |        |            |             |         |        |
| Top 10                           |        |        |            |             |         |        |
| Punkteränge                      |        |        |            |             | 3       | 3      |
| Starts                           | 4      | 6      |            |             | 3       | 13     |
| Stand: nach der Saison 2009/2010 |        |        |            |             |         |        |